# Laurent Noël
Laurent Noël (Saint-Just-de-Bretenières, 19 marzo 1920 – Québec, 2 luglio 2022) è stato un vescovo cattolico canadese.

## Biografia
Laurent Noël nacque a Saint-Just-de-Bretenières il 19 marzo 1920 da Rémi Noël e Albertine Nadeau. La sua era una famiglia molto religiosa: tra i suoi cinque fratelli tre divennero suore e uno missionario in Brasile.

### Formazione e ministero sacerdotale
Compì gli studi primari a Sainte-Marie-de-Beauce e Lauzon, quelli secondari classici al Collège de Lévis dal 1930 al 1939 e quelli per il sacerdozio presso il seminario maggiore di Québec dal 1939 al 1945. Conseguì la licenza in teologia presso l'Università di Laval nel 1944 e quella in filosofia presso lo stesso ateneo nel 1950.
Il 16 giugno 1944 fu ordinato presbitero per la diocesi di Sainte-Anne-de-la-Pocatière nella basilica-cattedrale di Notre-Dame de Québec dal cardinale Jean-Marie-Rodrigue Villeneuve, arcivescovo metropolita di Québec. In seguito fu professore di teologia dogmatica presso il seminario maggiore di Québec dal 1946. Nel 1950 venne inviato a Roma per studi. L'anno successivo conseguì il dottorato in teologia presso il Pontificio istituto internazionale Angelicum. Tornato in patria fu professore di teologia morale ed etica medica presso le Facoltà di teologia e di medicina dell'Università di Laval dal 1951 al 1963; cappellano provinciale dell'Associazione degli infermieri cattolici e dell'Unione professionale degli infermieri cattolici dal 1957 al 1961 e vice-rettore del seminario maggiore di Québec dal 1961 al 1963.

### Ministero episcopale
Il 25 giugno 1963 papa Giovanni XXIII lo nominò vescovo ausiliare di Québec e titolare di Agatopoli. Ricevette l'ordinazione episcopale il 29 agosto successivo nella cappella del seminario maggiore di Québec dall'arcivescovo metropolita di Québec Maurice Roy, co-consacranti il vescovo ausiliare di Québec Lionel Audet e il vescovo di Sainte-Anne-de-la-Pocatière Louis Joseph Jean Marie Fortier. Si occupò in particolare delle opere economico-sociali e della missione diocesana in Paraguay. Partecipò alla seconda, alla terza e alla quarta sessione del Concilio Vaticano II.
Dal 7 settembre 1974 al 15 agosto 1975 fu anche amministratore apostolico di Hauterive.
L'8 novembre 1975 papa Giovanni Paolo II lo nominò vescovo di Trois-Rivières. Prese possesso della diocesi il 13 dicembre successivo.
Il 21 novembre 1996 lo stesso pontefice accettò la sua rinuncia al governo pastorale della diocesi per raggiunti limiti di età.
L'11 ottobre 2012 prese parte con altri padri conciliari ancora viventi alla santa messa di apertura dell'Anno della fede celebrata da papa Benedetto XVI sul sagrato della basilica di San Pietro in Vaticano.
Il 24 novembre 2020, alla morte di monsignor Damián Iguacén Borau, divenne il vescovo cattolico più anziano fra quelli viventi.
Nel 2021 comparve in un video preparato dal Dicastero per i laici, la famiglia e la vita per la Giornata mondiale dei nonni e degli anziani nel quale, insieme a nonni e anziani di ogni parte del mondo, recitò con il papa la preghiera ufficiale dell'evento.
Morì nella residenza "Cardinal Vachon" di Québec il 2 luglio 2022 all'età di 102 anni. Le esequie si tennero l'8 luglio alle ore 14 nella cattedrale dell'Assunzione a Trois-Rivières e furono presiedute da monsignor Martin Laliberté, vescovo di Trois-Rivières. L'omelia venne pronunciata da monsignor Martin Veillette, vescovo emerito di Trois-Rivières. Al termine del rito fu sepolto nel mausoleo dei vescovi nel cimitero di Saint-Michel.

## Genealogia episcopale
La genealogia episcopale è:
- Cardinale Scipione Rebiba
- Cardinale Giulio Antonio Santori
- Cardinale Girolamo Bernerio, O.P.
- Arcivescovo Galeazzo Sanvitale
- Cardinale Ludovico Ludovisi
- Cardinale Luigi Caetani
- Cardinale Ulderico Carpegna
- Cardinale Paluzzo Paluzzi Altieri degli Albertoni
- Papa Benedetto XIII
- Papa Benedetto XIV
- Cardinale Enrico Enriquez
- Arcivescovo Manuel Quintano Bonifaz
- Cardinale Buenaventura Córdoba Espinosa de la Cerda
- Cardinale Giuseppe Maria Doria Pamphilj
- Papa Pio VIII
- Papa Pio IX
- Arcivescovo Armand-François-Marie de Charbonnel, O.F.M.Cap.
- Arcivescovo John Joseph Lynch, C.M.
- Cardinale Elzéar-Alexandre Taschereau
- Cardinale Louis Nazaire Bégin
- Arcivescovo Paul Bruchési
- Arcivescovo Joseph-Guillaume-Laurent Forbes
- Cardinale Jean-Marie-Rodrigue Villeneuve, O.M.I.
- Cardinale Maurice Roy
- Vescovo Laurent Noël